# Sani Abacha
Sani Abacha, född 20 september 1943 i Kano, död 8 juni 1998 i Abuja, var en nigeriansk officer och politiker som var Nigerias statschef 1993–1998. 
Abacha deltog i militärkuppen 1983, och tillhörde det högsta militärrådet tiden efteråt. Han blev försvarsminister 1990 och var som medlem av den civil/militära övergångsregeringen 1993 med om att förbereda övergången till demokrati. I samband med Ibrahim Babangidas avgång tog han makten genom en militärkupp i november 1993, och var sedan Nigerias statschef till sin död. Hans repressiva regim mötte stark internationell fördömelse, bland annat för grova brott mot mänskliga rättigheter. Många hävdar att Abacha var en diktator. 
Han avled under oklara former i sitt presidentpalats i Abuja.
Abacha ska enligt vissa ha stulit flera miljarder naira under sin tid som president.